# V-Cube 8
El V-Cube 8 es una versión de 8×8×8 del Cubo de Rubik. A diferencia del rompecabezas original (pero al igual que los cubos de 4×4×4 y 6×6×6), no tiene facetas fijas: las facetas centrales (36 por cara) pueden moverse libremente a diferentes posiciones. El diseño estaba cubierto por la patente de Panagiotis Verdes desde 2007, pero Verdes Innovations SA no lo produjo para la venta hasta 2014. Otros fabricantes lanzaron sus propias versiones del rompecabezas mucho antes.

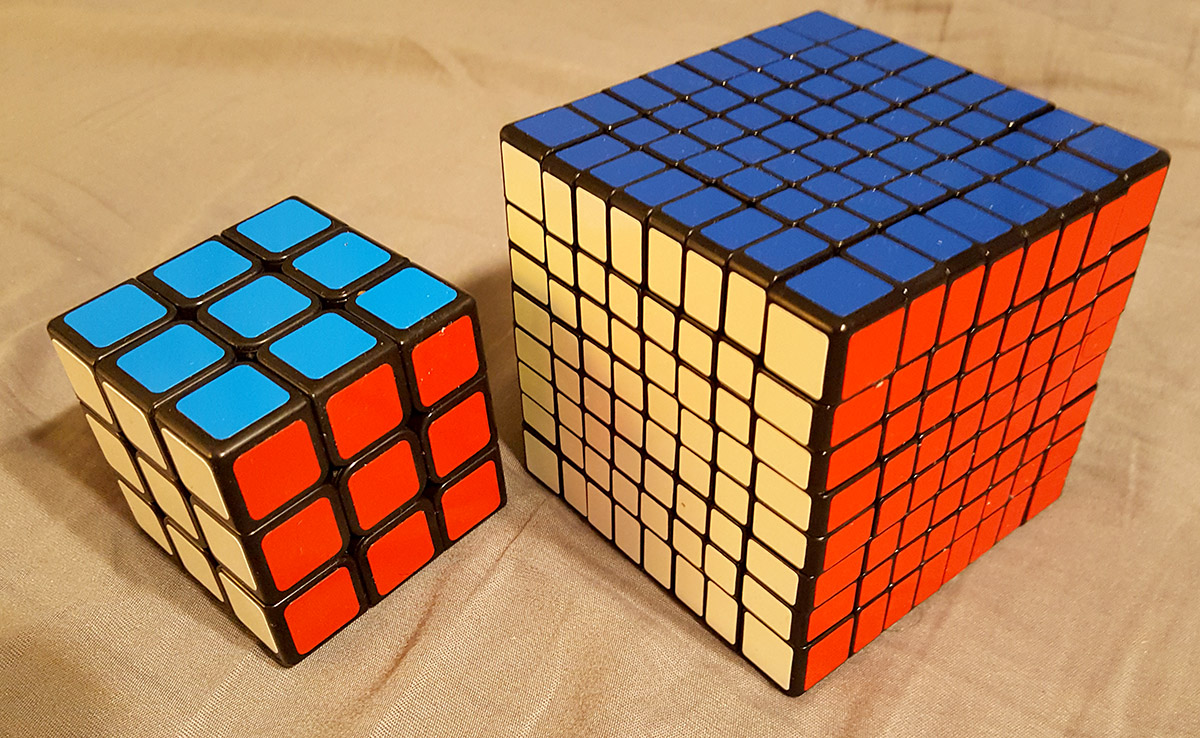
Shengshou 8×8×8 comparado con un 3×3×3

Los métodos para resolver el cubo de 3 × 3 × 3 funcionan para los bordes y esquinas del cubo de 8 × 8 × 8, siempre que se hayan identificado correctamente las posiciones relativas de los colores, ya que las facetas centrales ya no se pueden usar para la identificación.

## Ideación
Tras la creación del Cubo 7×7×7, Will Crath diseñó este nuevo rompecabezas a finales de 2008, que posteriormente fue creado por James Withour. La venta sólo está disponible en jugueterías de EE. UU. o en línea.

## Solución
Hay varios métodos que se pueden usar para resolver un V-Cube 8. Un método es agrupar primero las piezas centrales de colores comunes y luego hacer coincidir los bordes que muestran los mismos dos colores. Una vez hecho esto, girar solo las capas exteriores del cubo permite resolverlo como un cubo de 3×3×3. Sin embargo, es posible que se alcancen determinadas posiciones que no se pueden resolver en un cubo estándar de 3×3×3. Por ejemplo, se puede invertir un solo sexteto de aristas, o puede parecer que el cubo tiene una permutación impar (es decir, se deben intercambiar dos piezas, lo que no es posible en el cubo de 3×3×3). Estas situaciones se conocen como errores de paridad y requieren algoritmos especiales para resolverse.
Otro enfoque similar para resolver este cubo es emparejar primero las aristas y luego los centros. Esto también es vulnerable a los errores de paridad descritos anteriormente.
Otros métodos resuelven el cubo resolviendo una cruz y los centros, pero sin resolver ninguna de las aristas y esquinas que no son necesarias para la cruz, entonces las otras aristas se colocarían de manera similar al método de Fridrich 3×3×3.
Algunos métodos están diseñados para evitar los errores de paridad descritos anteriormente. Por ejemplo, resolver primero las esquinas y los bordes y al final los centros evitaría tales errores de paridad. Una vez resuelto el resto del cubo, se puede resolver cualquier permutación de las piezas centrales. Tenga en cuenta que aparentemente es posible intercambiar un par de centros de caras alternando tres centros de caras, dos de los cuales son visualmente idénticos.

## Mecánica

Este es el problema con los cubos grandes después del 6×6×6, por lo cual se hacen las esquinas más grandes y/o con una forma acolchada.

El rompecabezas consta de 296 piezas ("Cubos") en la superficie. También hay 84 piezas móviles completamente ocultas dentro del interior del cubo, así como seis piezas fijas unidas al marco central en forma de "araña". El V-Cube 9 utiliza esencialmente el mismo mecanismo, excepto que en este último estas piezas ocultas (correspondientes a las filas centrales) se hacen visibles.
Hay 216 piezas centrales que muestran un color cada una, 72 piezas de borde que muestran dos colores cada una y ocho piezas de esquina que muestran tres colores. Cada pieza (o sexteto de piezas de borde) muestra una combinación de colores única, pero no todas las combinaciones están presentes (por ejemplo, no hay ninguna pieza de borde con lados rojo y naranja, ya que el rojo y el naranja están en lados opuestos del Cubo resuelto) . La ubicación de estos cubos entre sí se puede alterar girando las capas del cubo 90°, 180° o 270°, pero la ubicación de los lados coloreados entre sí en el estado completo del rompecabezas no se puede alterar. : se fija por la distribución de combinaciones de colores en cantos y esquinas.
Actualmente, el 8×8×8 se produce con plástico blanco o negro como base, con rojo frente a naranja, azul frente a verde y amarillo frente a blanco o negro. La versión V-Cube tiene una pieza central marcada con la letra V.
El V-Cube tiene lados redondeados como el V-Cube 7 , mientras que las versiones chinas tienen caras planas. En todas las versiones, las capas exteriores son más gruesas que las intermedias. Sin esta alteración, no habría forma de conectar las piezas de las esquinas con el resto del mecanismo.

### Permutaciones
Hay 8 esquinas, 72 aristas y 216 centros.
Es posible cualquier permutación de las esquinas, incluidas las permutaciones impares. Siete de las esquinas se pueden girar de forma independiente y la orientación de la octava depende de las otras siete, lo que da 8! ×3⁷ combinaciones.
Hay 216 centros, compuestos por nueve conjuntos de 24 piezas cada uno. Dentro de cada conjunto hay cuatro centros de cada color. Los centros de un conjunto no se pueden intercambiar con los de otro conjunto. Cada conjunto se puede organizar en 24! diferentes caminos. Suponiendo que los cuatro centros de cada color en cada conjunto son indistinguibles, el número de permutaciones se reduce a 24!/(24⁶ ) arreglos. El factor reductor se produce porque hay 24 formas de disponer las cuatro piezas de un color determinado. Esto se eleva a la sexta potencia porque hay seis colores. El número total de permutaciones centrales son las permutaciones de un solo conjunto elevado a la novena potencia, 24! 9 /(24⁵⁴ ).
Hay 72 aristas, que constan de 24 aristas interiores, 24 intermedias y 24 exteriores. Éstas no se pueden voltear, debido a la forma interna de las piezas, ni un borde de un conjunto puede intercambiar su lugar con un borde de otro conjunto. Los seis bordes de cada sexteto coincidente son distinguibles, ya que los bordes correspondientes son imágenes especulares entre sí. Es posible cualquier permutación de las aristas en cada conjunto, incluidas las permutaciones impares, dando 24! arreglos para cada set o 24!³ en total, independientemente de la posición u orientación de cualquier otra pieza.
Suponiendo que el cubo no tiene una orientación fija en el espacio, y que las permutaciones resultantes de girar el cubo sin torcerlo se consideran idénticas, el número de permutaciones se reduce en un factor de 24. Esto se debe a que las 24 posiciones y orientaciones posibles de la primera esquina son equivalentes debido a la falta de centros fijos. Este factor no aparece al calcular las permutaciones de N×N×N cubos donde N es impar, ya que esos rompecabezas tienen centros fijos que identifican la orientación espacial del cubo.
Esto da un número total de permutaciones de
{\displaystyle {\frac {8!\times 3^{7}\times 24!^{12}}{24^{55}}}\approx 3.52\times 10^{217}}
El número completo es 35 173 780 923 109 452 777 509 592 367 006 557 398 539 936 328 978 098 352 427 605 879 843 998 663 990 903 628 634 874 024 098 344 287 402 504 043 608 416 113 016 679 717 941 937 308 041 012 307 368 528 117 622 006 727 311 360 000 000 000 000 000 000 000 000 000 000 000 000 000 000 000 000.
El V-Cube tiene una pieza central marcada con una V , que lo distingue de las otras tres de su conjunto. Esto multiplica por cuatro el número de patrones hasta 1,41×10²¹⁸ , aunque cualquiera de las cuatro posiciones posibles para esta pieza podría considerarse correcta.

## Registros
La World Cube Association no mantiene registros de este rompecabezas. Anyu Zhang reclama el récord mundial no oficial en sencillo con un tiempo de 3:19,87.